# Kalendarium historii Białorusi

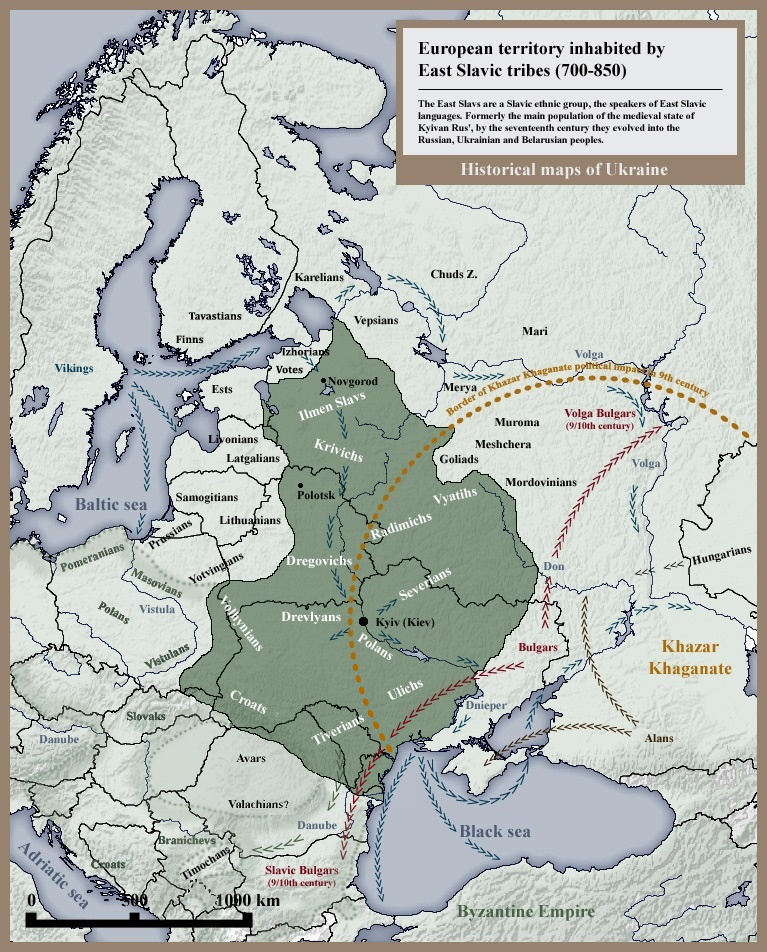
Słowianie wschodni w VIII–IX wieku

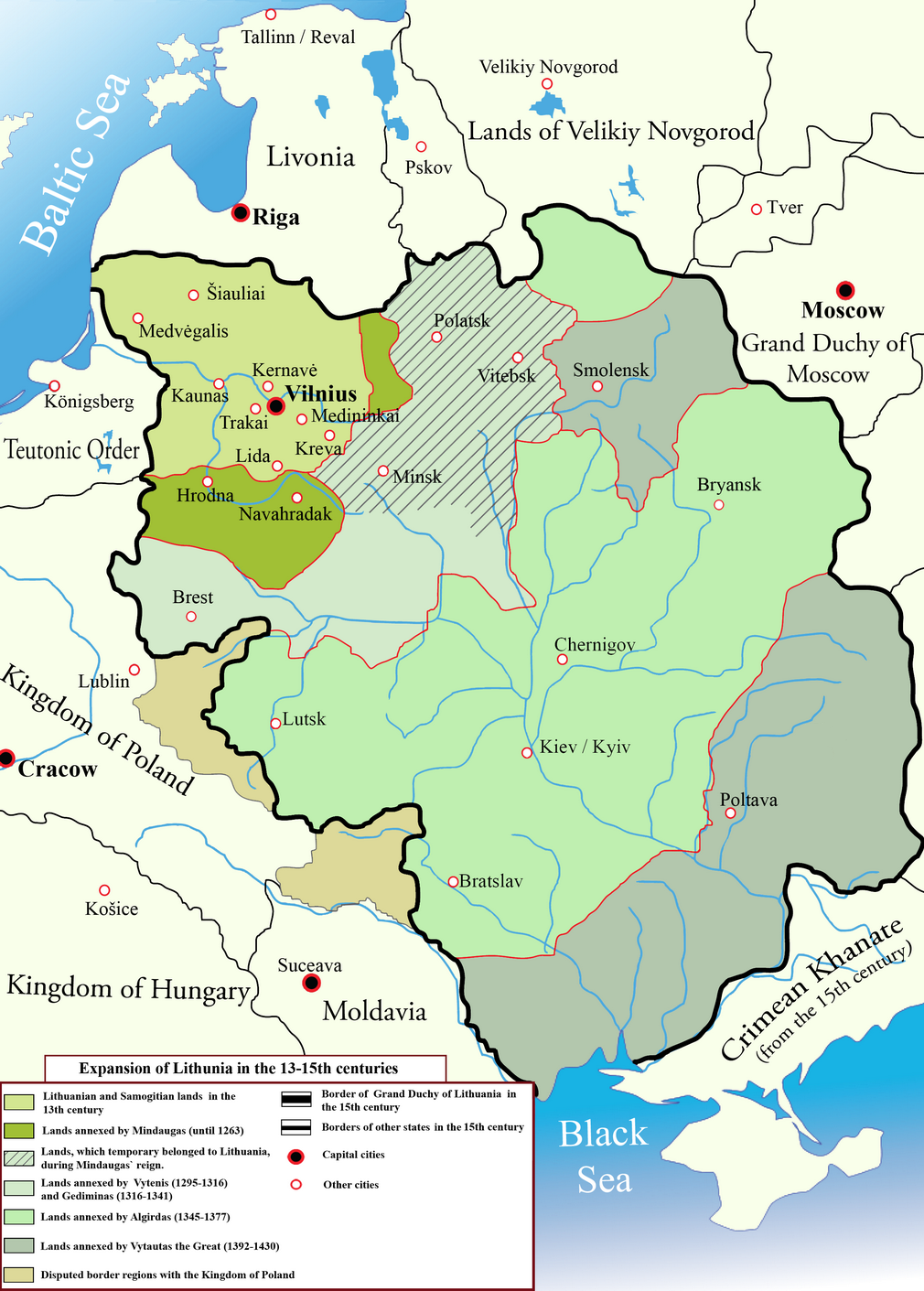
Wielkie Księstwo Litewskie w XIII–XV wieku

Flaga Białorusi w latach 1918 i 1991–1995

Flaga Białorusi po 1995

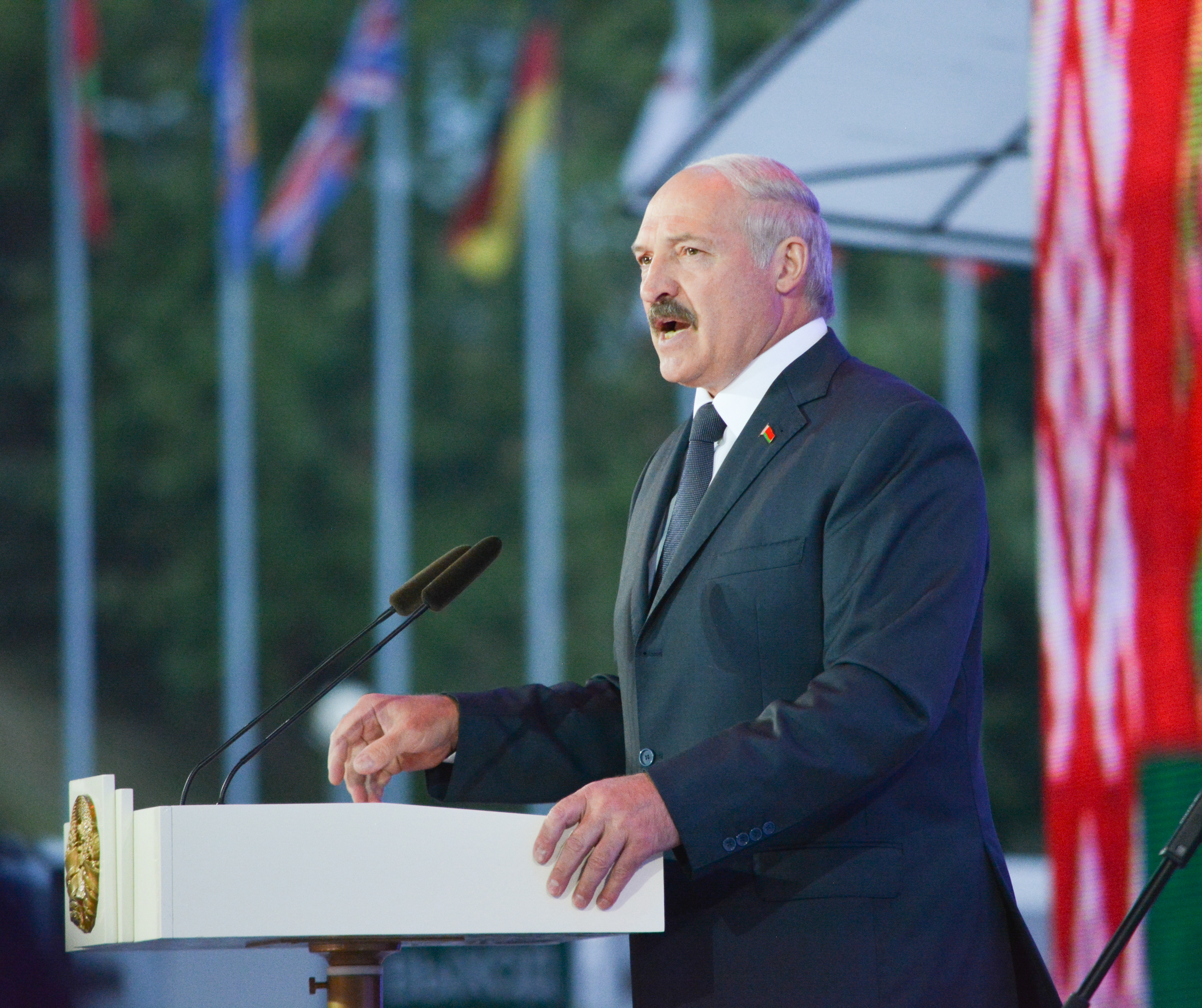
Alaksandr Łukaszenka

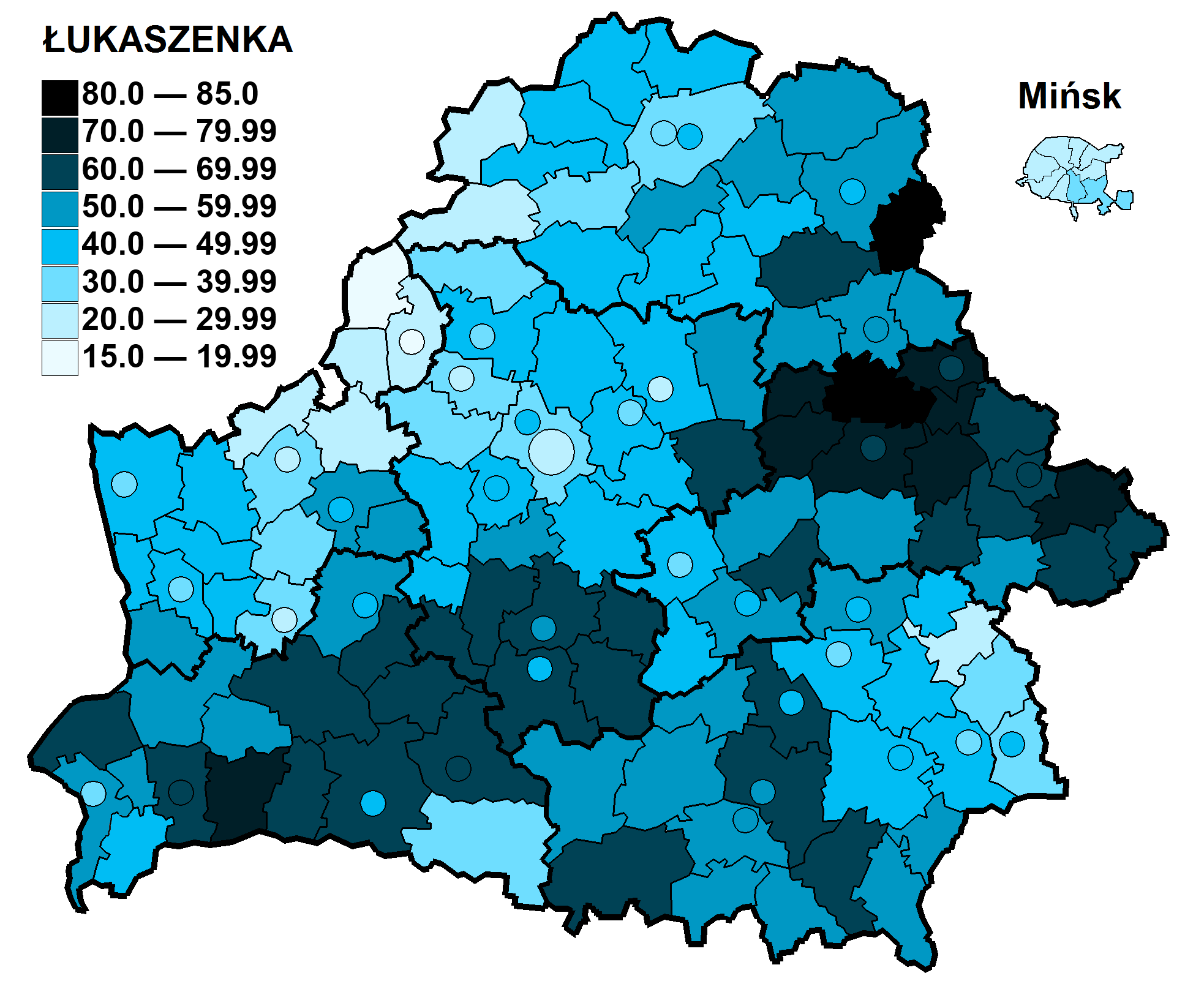
Wyniki Alaksandra Łukaszenki w I turze wyborów prezydenckich na Białoruski w 1994

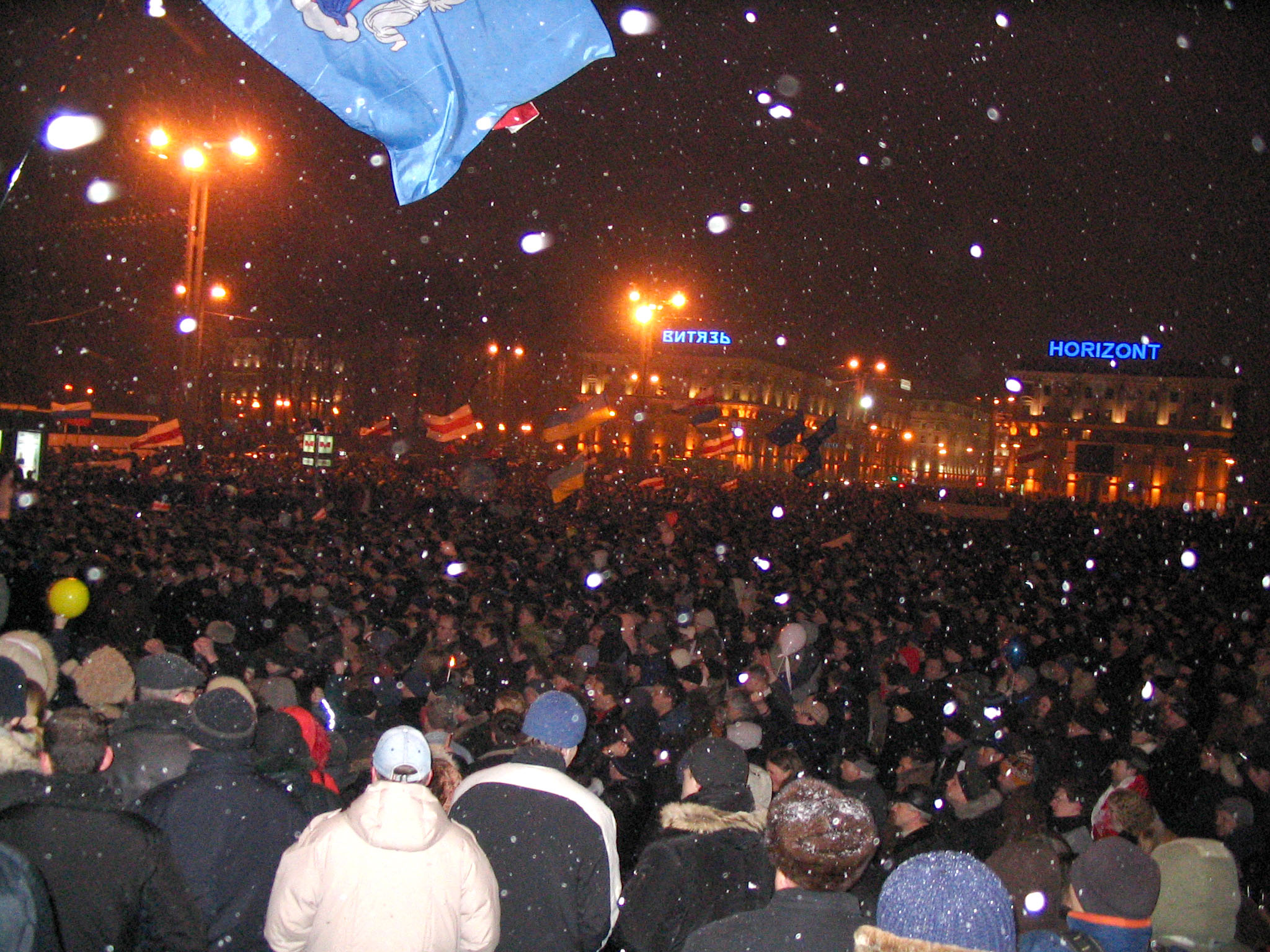
Protesty w Mińsku podczas dżinsowej rewolucji

Kalendarium historii Białorusi – uporządkowany chronologicznie, począwszy od czasów najdawniejszych aż do współczesności, wykaz dat i wydarzeń z historii Białorusi.

## Czasy najdawniejsze
- paleolit, ok. 100 tys. lat p.n.e. – pierwsi ludzie znaleźli się na terenach Białorusi[1].
- do końca X w. – tereny obecnej Białorusi zamieszkiwały plemiona słowiańskie (Krywicze, Radymicze, Dregowicze), które zasymilowały Bałtów[2].

## Późne średniowiecze
- 988 – ziemie białoruskie znalazły się w kręgu kultury bizantyjskiej[2].
- X w. – Księstwo połockie znalazło się w składzie Rusi Kijowskiej[2].
- XIII–XIV w. – tereny obecnej Białorusi zostały stopniowo zajęte przez Wielkie Księstwo Litewskie[2].
- 1596 – część ludności wraz z hierarchią prawosławną przeszła do powstałego Kościoła unickiego[2].
- XVI–XVII w. – narodziny białoruskiej świadomości narodowej[2].

## Panowanie rosyjskie
- 1772 – wschodnia Białoruś znalazła się w państwie rosyjskim[2].
- 1793 – centralna Białoruś została zajęta przez Rosję[2].
- 1795 – zachodnia Białoruś znalazła się w Rosji[2].
- 1861 – zniesiono pańszczyznę na Białorusi[2].

## I wojna światowa
- 1915–1917 – Cesarstwo Niemieckie okupowało Białoruś[2].
- lipiec 1917 – utworzono Radę Białoruską[2].
- 25 marca 1918 – Białoruś na krótko uzyskała niepodległość[2].

## Panowanie radzieckie
- grudzień 1918 – Armia Czerwona zajęła Białoruś[2].
- marzec 1919 – w wyniku wojny polsko-bolszewickiej część ziem białoruskich zajęły wojska polskie[2].
- 22 kwietnia 1919 – Józef Piłsudski wygłosił odezwę Do narodów Wielkiego Księstwa Litewskiego, która wzbudziła nadzieje na odbudowę państwowości przy wsparciu Polski[2].
- 1920 – kontratak bolszewików skreślił plany odbudowy państwa białoruskiego[2].
- 18 marca 1921 – w wyniku traktatu ryskiego Białoruś została podzielona pomiędzy Polskę a Rosyjską Federacyjną Socjalistyczną Republikę Radziecką[2].
- 1921 – tereny Białorusi leżące w RFSRR włączono do odnowionej Białoruskiej SRR[2].
- lata 20. XX w. – odbudowano i powiększono tereny Białoruskiej SRR, władzę komunistyczne zezwalały na rozwój białoruskiej kultury[2].
- lata 20. XX w. – rozwój gospodarczy Zachodniej Białorusi znajdującej się w II RP[2].
- koniec lat 20. XX w. – w wyniku zmiany polityki ZSRR rozpoczęto eksterminację elity białoruskiej oraz kolektywizację Białorusi[2].
- II poł. września 1939 – w wyniku ataku Armii Czerwonej na Polskę cała Białoruś została włączona do ZSRR[2].
- 28–30 listopada – na Białorusi proklamowano władzę sowiecką, ogłoszono konfiskatę wielkiej własności ziemskiej, upaństwowienie banków oraz zgłoszono do władz ZSRR projekt włączenia zachodniej Białorusi do Białoruskiej SRR[2].
- czerwiec 1941–lipiec 1944 – okupacja niemiecka, odnowa świadomości narodowej[2].
- 1939–1947 – w wyniku masowych mordów podczas II wojny światowej, deportacji sowieckich i późniejszego opuszczenia Białorusi przez Polaków Białoruś straciła ok. 2 mln mieszkańców[2].
- lata 70. XX w. – białoruski dysydenci podjęci działalność skierowaną przeciwko Związkowi Radzieckiemu[2].
- lipiec 1990 – białoruska Rada Najwyższa proklamowała suwerenność[2].
- 15 sierpnia 1991 – Białoruś proklamowała niepodległość[2].

## Czasy najnowsze
- 8 grudnia 1991 – w miejscowości Wiskule przywódcy Białorusi, Rosji i Ukrainy podpisali porozumienie o rozwiązaniu ZSRR[1].
- 8 grudnia 1991 – Białoruś, Rosja i Ukraina powołały Wspólnotę Niepodległych Państw[2].
- 1994 – wybory prezydenckie wygrał Alaksandr Łukaszenka.
- 2 kwietnia 1996 – Białoruś i Rosja powołały Wspólnotę Suwerennych Republik[2].
- czerwiec 1996 – wprowadzono nowe godło i flagę państwową[2].
- 2 kwietnia 1997 – Wspólnota Suwerennych Republik przekształciła się w Związek Białorusi i Rosji (ZBiR)[2].
- 1997 – Alaksandr Łukaszenka wzmógł politykę represyjną wobec opozycji[2].
- marzec 2006 – wybory prezydenckie po raz trzeci wygrał Łukaszenka z wynikiem 82,6%[2].
- 19 grudnia 2010 – wybory prezydenckie po raz czwarty wygrał Łukaszenka, który zdobył prawie 80% głosów[3].
- grudzień 2010 – milicja brutalnie stłumiła protesty społeczne przeciwko sfałszowanym wyborom[4].
- 12 października 2015 – Alaksandr Łukaszenka ponownie wygrał wybory prezydenckie, zdobywając 83,5% głosów[5].
- 9 sierpnia 2020 – Alaksandr Łukaszenka ponownie wygrał wybory prezydenckie, zdobywając 80,1% głosów.